# فورت پین (آلاباما)
فورت پین (به انگلیسی: Fort Payne) شهری در شهرستان دیکلب ایالت آلاباما است که مساحت آن ۱۴۴٫۶۳ کیلومتر مربع است و در سرشماری سال ۲۰۱۰ میلادی، ۱۴٬۰۱۲ نفر جمعیت داشته و تراکم جمعیتی آن، ۹۶٫۸۸ نفر در هر کیلومتر مربع بوده است.

## موقعیت جغرافیایی
موقعیت جغرافیایی شهرها و مناطق اطراف به شرح زیر است: